# Der Zinsgroschen (Rubens)

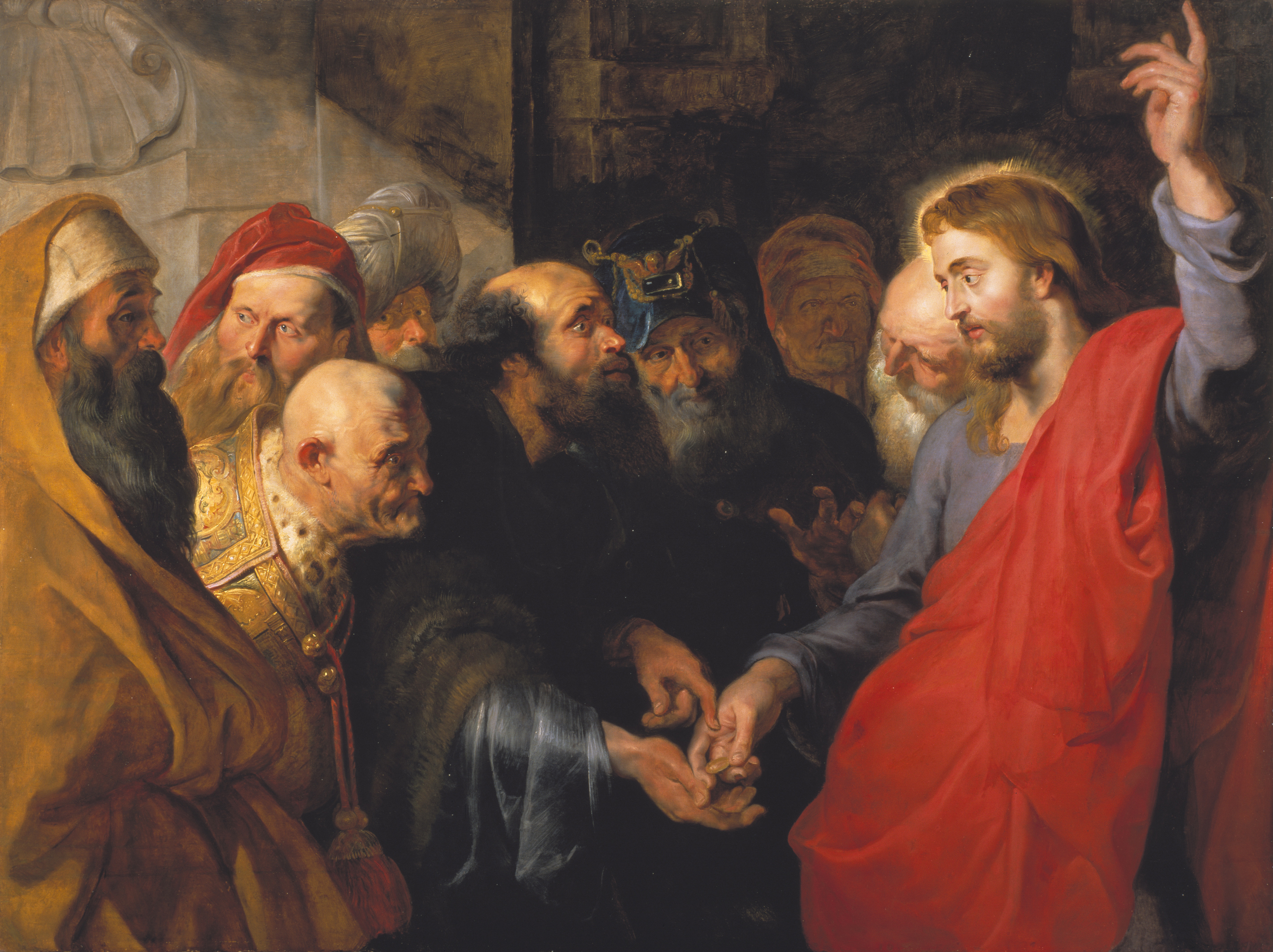
Der Zinsgroschen

Der Zinsgroschen ist ein Ölgemälde von Peter Paul Rubens von etwa 1612/1614. Es befindet sich im Fine Arts Museum in San Francisco.

## Beschreibung
Das Gemälde ist 144,1 cm × 189,9 cm groß. Es stellt eine Szene aus dem neutestamentlichen Dialog vom Zinsgroschen (Mt 22,15–22 , Mk 12,13–17 , Lk 20,20–26 ) dar, als Jesus auf die Frage  der Pharisäer, ob dem römischen Kaiser Steuern gezahlt werden sollen, auf eine Münze mit dem Bild des Kaisers deutet und sagt: Gebt dem Kaiser, was des Kaisers ist, und Gott, was Gottes ist. Rubens veranschaulicht das Wort, indem er Jesus mit der rechten Hand auf das Kaiserbild, mit der linken zum Himmel zeigen lässt.

## Geschichte
Das Gemälde entstand etwa 1612/14.
1823 befand es sich möglicherweise in Königsberg i. Pr. 1918 gehörte es dem jüdischen Kunstsammler Leopold Koppel in Berlin. Nach 1933 kam es wahrscheinlich durch dessen Erben in die USA. 1944 wurde es vom M. H. de Young Art Trust Fund an das Fine Arts Museum in San Francisco gegeben.

## Kopien
Von dem Gemälde existieren einige Kopien, mit kleineren oder größeren Unterschieden in Details, einige sind seitenverkehrt. Es wurde auch als Motiv für Keramik verwendet.